# Parnasso
Parnasso är en finländsk kulturtidskrift utgiven på finska. Den grundades 1951 av Finska kulturfonden, utgavs 1968–1972 av Valiolehdet Oy; sedan sistnämnda år är den stora tidskriftskoncernen Yhtyneet kuvalehdet Oy utgivare. Parnasso, som utkommer med sju nummer om året, erbjuder en av den finska skönlitteraturens viktigaste utsiktspunkter med bland annat essäer, noveller, dikter och bokrecensioner av över 200 böcker per år. Upplagan 2004 var 4800.